# 贾加塔拉
贾加塔拉（Jagathala），是印度泰米尔纳德邦The Nilgiris县的一个城镇。总人口14657（2001年）。

## 人口
该地2001年总人口14657人，其中男性7189人，女性7468人；0—6岁人口1360人，其中男662人，女698人；识字率79.25%，其中男性为85.66%，女性为73.09%。